# Dalla sede
Dalla sede è il secondo album del gruppo rap varesino Otierre.

## Il disco
Tempo dopo la pubblicazione del primo album Quel sapore particolare del 1994, molti componenti usciranno dal gruppo. I componenti rimasti (Esa, Polare, Vez e Dj Vigor) e La Pina (all'epoca fidanzata con Esa e già collaboratrice nel primo album), registrano così il nuovo album, dalle sonorità più cupe e caratterizzato da liriche più mature rispetto al primo. Inoltre Esa adotta in questo disco uno stile di voce più rauco rispetto alle registrazioni precedenti, e che caratterizzerà tutti i suoi lavori successivi.
La versione in vinile del disco presenta una diversa numerazione delle canzoni al suo interno.

## Tracce
CD, MC, download digitale
1. La "O" la "T" la "R" – 3:57
2. Ce n'è (feat. La Pina) – 5:07
3. Rispettane l'aroma (feat. La Pina) – 4:48
4. Extrapolare – 3:16
5. Finallafinefininfondo (feat. La Pina) – 5:22
6. Anothasounwantess (feat. SoulBoy) – 4:08
7. Chiedo permesso – 4:22
8. Pura algebra (feat. La Pina) – 4:26
9. Secondo me – 3:42
10. Ha-Ha !! (feat. Toni-L) – 5:21
11. Soci per la vita – 4:16
12. Play your position (feat. La Pina, Rival Capone) – 5:19
13. Rispettane l'aroma (Radio edit) (feat. La Pina) – 3:45

La traccia 13 non è presente nella versione MC.
LP
- Lato A

1. La "O" la "T" la "R" – 3:57
2. Ce n'è (feat. La Pina) – 5:07
3. Extrapolare – 3:16

- Lato B

1. Anothasounwantess (feat. SoulBoy) – 4:08
2. Chiedo permesso – 4:22
3. Pura algebra (feat. La Pina) – 4:26

- Lato C

1. Secondo me – 3:42
2. Ha-Ha !! (feat. Toni-L) – 5:21
3. Soci per la vita – 4:16

- Lato D

1. Rispettane l'aroma (Radio edit) (feat. La Pina) – 3:45
2. Play your position (feat. La Pina, Rival Capone) – 5:19
3. Finallafinefininfondo (DB Crew Remix) (feat. La Pina) – 5:22

## Formazione
- Esa - rapping, programmazioni
- Polare - rapping
- La Pina - rapping (Ce n'è, Rispettane l'aroma, Finallafinefininfondo (DB Crew Remix), Pura algebra, Play your position)
- Dj Vigor - scratch
- Vez - Fonico, programmazioni
- Sole Bee - rapping (Anothasounwantess)
- Dj Mais - scratch (Anothasounwantess)
- Toni-L - rapping (Ha-Ha !!)
- Rival Capone - rapping (Play your position)
- DJ Gruff - scratch (Finallafinefininfondo (DB Crew Remix))

## Samples
- Mellow Mood Pt. 1 di Barry White e Mo Money Mo Murder di AZ (Play Your Position)
- Stop on By di Rufus feat. Chaka Khan e Paid in Full di Eric B. & Rakim (Ce n'è)
- It's Too Late di Billy Paul (Soci per la vita)
- Celebrations dei Brothers Johnsons (Ha-Ha !!)